# John Spencer (3e comte Spencer)
Pour les autres membres de la famille, voir Famille Spencer.
Pour les articles homonymes, voir John Spencer et Spencer.
John Charles Spencer, né le 30 mai 1782 à Spencer House (Londres) et mort le 1er octobre 1845 à Wiseton Hall, 3e comte Spencer, connu sous les titres de vicomte Althorp (en) jusqu'en 1834, est un homme d'État britannique.

## Biographie
Fils de George Spencer (2e comte Spencer) et de Lady Lavinia Bingham Lavinia Spencer, John Spencer est le neveu de la célèbre duchesse de Devonshire, Georgiana Cavendish. Il suit ses études à Harrow, puis au Trinity College (Cambridge).
Il siège à la Chambre des communes de 1806 à 1834. Il est Leader de la Chambre des communes et Chancelier de l'Échiquier de 1830 à 1834 sous Lord Grey puis Lord Melbourne.
Il succède à son père dans le titre de comte Spencer et à la Chambre des lords en 1834.
Il est membre de la Royal Society et le premier président de la Royal Agricultural Society of England (en).
C'est John Spencer qui donna pour mission en 1818 au conservateur de sa bibliothèque, Thomas Dibdin, d'aller chercher des livres pour son compte sur le continent, voyage qui inspirera à Dibdin son Voyage bibliographique, archéologique et pittoresque.
Spencer Street (en), à Melbourne, a été nommé en son honneur.

## Sources
- (en) Cet article est partiellement ou en totalité issu de l’article de Wikipédia en anglais intitulé « John Spencer, 3rd Earl Spencer » (voir la liste des auteurs).
- Spencer, John Charles, Viscount Althorp, Alumni Cantabrigienses
- Encyclopædia Britannica